# Hilarempis carlieri
Hilarempis carlieri är en tvåvingeart som beskrevs av Smith 1969. Hilarempis carlieri ingår i släktet Hilarempis och familjen dansflugor. Inga underarter finns listade i Catalogue of Life.